# 디즈니 프린세스

디즈니 프린세스의 로고

디즈니 프린세스(Disney Princess) 또는 프린세스 라인(Princess Line)은 월트 디즈니 컴퍼니가 소유한 미디어 프랜차이즈이자 장난감 캐릭터명이다. 디즈니 컨슈머 프로덕트의 회장 앤디 무니가 개발한 이 프랜차이즈는 디즈니 애니메이션에 등장한 다양한 여성 주인공들을 배경으로 한다. 그러나 디즈니 프린세스는 디즈니가 소유한 미디어 전체에 등장하는 모든 공주 캐릭터를 포함하지 않는다. 2021년 기준으로 디즈니 프린세스는 15명으로, 백설공주, 신데렐라, 오로라, 에리얼, 벨, 자스민, 포카혼타스, 뮬란, 티아나, 라푼젤, 메리다, 엘사, 안나,  모아나, 라야가 있다.
현재 이 프랜차이즈에서는 디즈니 프린세스를 묘사한 인형, 비디오, 화장품, 데코레이션, 장난감 등을 판매하고 있다. 글리덴, 스트라이드 라이트, 하스브로, 피셔프라이스 등이 라이센스를 보유하고 있다.

## 역사
옛날 나이키에서 일했던 앤디 무니는 1994년 월트 디즈니 컴퍼니의 디즈니 컨슈머 프로덕츠의 회장으로 임명되었다. 앤디 무니가 처음으로 디즈니 온 아이스에 참석했을 때, 무니는 공주 복장으로 옷을 입은 어린 소녀들 몇몇을 주시했는데, 이들은 진짜 디즈니 계열이 아니었다. "그들은 할로윈 코스튬에 어울릴만한 공주 제품들이었다."라고 무니는 뉴욕 타임즈에 밝혔다. 이것을 우려하여 무니는 다음 날 아침 회사에 성명을 발표하고 디즈니 프린세스 프랜차이즈에 대한 작업을 수행할 것을 격려했다. 월트의 조카였던 로이 디즈니는 디즈니 프린세스를 만드는 것을 거절했다.
1999년 디즈니 프린세스는 디즈니 스토어에서 처음으로 선보인 이후, 디즈니 프린세스 브랜드는 디즈니 계열이 아닌 소매상가로 확장되었다.
원래 라인업은 백설공주, 신데렐라, 오로라, 에리얼, 벨, 자스민, 포카혼타스, 뮬란, 그리고 팅커 벨로 구성되었다. 팅커 벨은 곧 라인업에서 제거되고 디즈니 프린세스의 자매 프랜차이즈인 디즈니 페어리즈로 옮겨졌다. 디즈니 프린세스는 그들의 원본 영화에서 벗어나 처음으로 디즈니의 독립적인 프랜차이즈가 되었다. 무니는 포스터와 같은 마케팅 광고에서 프린세스가 서로 보지 않게 하여 각각의 이야기를 온전하게 유지하고자 했다.
무니와 그의 팀은 디즈니 프린세스 계열을 최소한의 마케팅을 이용하여 런칭했다. 2001년 디즈니 컨슈머 프로덕츠는 3억 달러를 인계 받았으나 2010년까지 이들은 30억 달러를 벌어 세계에서 가장 많이 팔린 컨슈머 엔터테인먼트 프로덕츠가 되었다. DCP는 2000년에 디즈니 프린세스와 관련된 라이센스를 생산하기 시작했는데 하스브로에는 게임을, 마텔에는 인형을, 피셔프라이스에는 플라스틱 피규어와 관련된 라이선스를 인가했다. 이를 통해 디즈니 프린세스는 3년간 10억 마르크를 벌어들였다.

## 프린세스 목록
- 백설공주
- 신데렐라
- 오로라 (잠자는 숲속의 미녀)
- 에리얼 (인어공주)
- 벨 (미녀와 야수)
- 자스민 (알라딘)
- 포카혼타스
- 뮬란
- 티아나 (공주와 개구리)
- 라푼젤
- 메리다 (메리다와 마법의 숲)
- 엘사 (겨울왕국 시리즈)
- 안나 (겨울왕국 시리즈)
- 모아나
- 라야 (라야와 마지막 드래곤)